# Luthela
Genre
Luthela est un genre d'araignées mésothèles de la famille des Liphistiidae.

## Distribution
Les espèces de ce genre sont endémiques de Chine.

## Liste des espèces
Selon World Spider Catalog (version 25.0, 19/06/2024) :
- Luthela asuka Wei & Lin, 2023
- Luthela badong Xu, Yu, Liu & Li, 2022
- Luthela beijing Wei & Lin, 2023
- Luthela dengfeng Xu, Yu, Liu & Li, 2022
- Luthela handan Xu, Yu, Liu & Li, 2022
- Luthela kagami Wei & Lin, 2023
- Luthela luotianensis (Yin, Tang, Zhao & Chen, 2002)
- Luthela schensiensis (Schenkel, 1953)
- Luthela taian Xu, Yu, Liu & Li, 2022
- Luthela yiyuan Xu, Yu, Liu & Li, 2022
- Luthela yuncheng Xu, Yu, Liu & Li, 2022

## Systématique et taxinomie
Ce genre a été décrit par Xu et Li en 2022 dans les Liphistiidae. Il est placé dans les Heptathelidae par Li en 2022 puis dans les Liphistiidae par Sivayyapram, Kunsete, Xu, Smith, Traiyasut, Deowanish, Li et Warrit en 2024.

## Publication originale
- Xu, Yu, Liu & Li, 2022 : « Delimitation of the segmented trapdoor spider genus Luthela gen. nov., with comments on the genus Sinothela from northern China (Araneae, Mesothelae, Liphistiidae). » Zootaxa, no 5091(1), p. 131-154.